# Det stumma spelet

Det stumma spelet är en bok av Sven A. Mellquist som gavs ut 1944 av förlaget Wahlström & Widstrand. Boken skildrar brushanespelet på Schäferiängarna vid Ottenby på Ölands södra udde, och blandar iakttagelser av vetenskaplig och mer beskrivande natur. Genom att på nära håll i detalj följa spelet kunde Mellquist visa att vissa tidigare naturskildrare (som Gustaf Kolthoff och Bengt Berg) överdrivit spelets intensitet och våldsamhet, men också att artens parningssystem uppvisar polygami och att honan aktivt väljer partner. På så sätt kan boken ses som en av de första mer moderna svenska fågelskildringarna.
Boken fick goda recensioner, bland annat i Aftonbladet där det skrevs att Mellquists "kamera har obarmhärtigt närgånget fångat de mest intima situationer i fåglarnas samliv och hans fängslande bok är fylld av vackra, ibland utsökta bilder." Boken kom ut i en tid när det hände mycket inom svensk ornitologi, exempelvis grundades Sveriges Ornitologiska Förening 1945. Mellquist var också aktiv i försöken att finna finansiering till att bygga Ottenby fågelstation.. Boken avslutas också med orden "När skola ornitologerna få en biologisk station på landets klassiska fågellokal, på Ölands södra udde?"